# Allodiopsis bayardi
Allodiopsis bayardi är en tvåvingeart som beskrevs av Loïc Matile 1971. Allodiopsis bayardi ingår i släktet Allodiopsis och familjen svampmyggor. Inga underarter finns listade i Catalogue of Life.